# Bob Bell (actor)
Robert Lewis Bell (18 de enero de 1922-8 de diciembre de 1997), más conocido como Bob Bell, fue famoso por su caracterización como el payaso Bozo, siendo su intérprete original en la superestación de Chicago WGN-TV.

## Primeros años
Nacido en Flint (Michigan), su padre era un trabajador de la fábrica de General Motors. Tras sus estudios en la high school se ocupó en trabajos diversos, hasta que finalmente se alistó en el Cuerpo de Marines de los Estados Unidos y, más adelante, en la Armada durante la Segunda Guerra Mundial, aunque no llegó a entrar en combate por culpa de una falta de visión en su ojo derecho. Bell fue capaz de superar el reconocimiento médico de los Marines memorizando las tablas de visión. Sin embargo, fue licenciado del Cuerpo por causa médica menos de un año después de su reclutamiento, entrando posteriormente en la Armada, con la que sirvió en el Teatro del Pacífico hasta 1946. Ya antes de entrar en los Marines, Bell había trabajado en el cine, interpretando pequeños papeles y trabajando en la construcción de decorados. Además, Bell había sido jugador de béisbol en sus años en la high school, aunque limitado a causa de su mala visión.
Se inició en la radio trabajando como locutor en la emisora de Flint WMRP (actual WWCK), pasando después a la emisora de South Bend (Indiana) WDND).  Allí conoció a su futura esposa, Carolyn, y en 1950 pasó a la televisión, colaborando con la cadena de Indianápolis WRTV.

## Cincinnati y Chicago
Bell se mudó a Cincinnati, Ohio, y a la WLW y la WLWT-TV en 1953. Entró a formar parte del reparto del Show de Wally Phillips, probando sus dotes para la comedia e interpretando a numerosos personajes. El vicepresidente ejecutivo de WLW y WLWT se asoció a los gigantes de las comunicaciones de Chicago WGN Radio y WGN-TV en 1956, por lo cual Bell, Phillips y el guionista/director/productor del show Don Sandburg pudieron sacar adelante su propio programa de variedades, el cual incluía The Wally Phillips Show y Midnight Ticker. 

## Bozo's Circus
En 1960 el director de la emisora pidió que se hiciera un show en directo de 30 minutos de duración en los mediodías laborables, y en el cual apareciera el payaso Bozo. El guion combinaría sketches con dibujos animados. El show debutó el 20 de junio de 1960. El programa se interrumpió en enero de 1961 al pasar de los estudios en la Tribune Tower a nuevos estudios en 2501 West Bradley Place, cerca del campus de la Lane Tech High School. Así, el 11 de septiembre de 1961 "Bozo" evolucionó a un programa de una hora de duración, Bozo's Circus . Al mismo tiempo, Bell presentaba el show The Three Stooges, en el cual interpretaba a un viejo llamado Andy Starr que dirigía un cine de vecindario en donde exhibía cortos de los Stooges (Los tres chiflados). Bozo's Circus se mantuvo en antena nueve años con Bell como presentador y en el papel de Bozo.

## Últimos años
En 1968, una intervención quirúrgica para tratarle un aneurisma cerebral obligó a Bell a ausentarse del show. Aun así, fue capaz de participar por vía telefónica en algunas emisiones, volviendo de nuevo al programa en marzo de 1969. En 1970 Bell recibió su primer Premio Emmy por Bozo's Circus, y ese mismo año fue el Grand Marshal del Desfile de Navidad de Chicago. En 1984 se retiró de la WGN-TV y de The Bozo Show, y en 1996 fue incluido en el Salón Internacional de la Fama de los Payasos. Larry Harmon, que poseía los derechos del payaso Bozo, se negó a felicitar a Bell por el honor conseguido, y le prohibió utilizar la indumentaria de Bozo, tal y como era costumbre en las ceremonias de la inclusión en el Salón de la Fama.
Bell pasó sus últimos años en Lake San Marcos, California, donde formó parte del club Kiwanis. En esa población falleció, a causa de un fallo cardiaco, en 1997. Sus restos fueron incinerados, y las cenizas esparcidas en el mar.
En 2008 entró a formar parte de la sede en Chicago del Silver Circle de la National Academy of Television Arts and Sciences.

### Multimedia
- Bozo's Big Top (enlace roto disponible en Internet Archive; véase el historial, la primera versión y la última). década de 1960 Museum of Broadcast Communications (Windows Media Player)
- "Bozo the Signpainter" (enlace roto disponible en Internet Archive; véase el historial, la primera versión y la última). 1965. Museum of Broadcast Communications (Windows Media Player)
- "Bozo's Balloon Trick" (enlace roto disponible en Internet Archive; véase el historial, la primera versión y la última). 1966. Museum of Broadcast Communications (Windows Media Player)
- "Bozo Leads the Band" (enlace roto disponible en Internet Archive; véase el historial, la primera versión y la última). 1966. Museum of Broadcast Communications (Windows Media Player)
- Oliver and Bozo (enlace roto disponible en Internet Archive; véase el historial, la primera versión y la última). 1968. Museum of Broadcast Communications (Windows Media Player)
- Bozo's Circus at Chicagofest (enlace roto disponible en Internet Archive; véase el historial, la primera versión y la última). 1979. Museum of Broadcast Communications (Windows Media Player)
- Bozo 25th Anniversary (enlace roto disponible en Internet Archive; véase el historial, la primera versión y la última). 1986. Museum of Broadcast Communications (Windows Media Player)

- Datos: Q4931785